# 三本美治
三本 美治（みつもと よしはる、1969年2月8日 - ）は、日本の漫画家。北海道苫小牧市出身。

## 経歴
山本英夫のアシスタントを経て、1991年 雑誌『ガロ』でデビュー。1992年ちばてつや賞（講談社）佳作入選。
当初は「三本義治」名義であったが、現在はこの名前で活動。「ドイツ三本」名義で紙芝居ライブもおこなっている。
1997年からフジテレビにて放送されていた番組『よいこっち』のグッズ紹介コーナーに出演。

## 単行本
- 『マンガの本』（青林堂、1997年1月）ISBN 978-4792602703
- 『順風』（青林工藝舎、2002年9月）ISBN 978-4883791170
- 『テロル―Terror nightmare』（ワイズ出版、2003年12月）ISBN 978-4898301630
- 『刑務所の中のごはん』（著：永井道程と仲間たち、青林工藝舎、2003年8月）ISBN 978-4883791224 ※イラストのひとり
- 『ガンジス河で平泳ぎ』（オークラ出版、2009年1月27日）ISBN 978-4775513354

## 出演
- 映画「東京ゾンビ外伝」（2007年） - 出演

## 参照
1. ↑  http://yoshiharum.jugem.jp 本人ブログ

## 外部サイト
- http://yoshiharum.jugem.jp 本人ブログ
- マックスマガジンインタビュー